# Vicente Trueba
Vicente Trueba Pérez (Sierrapando, Torrelavega, Cantábria; 16 de outubro de 1905 – Riotuerto, 10 de novembro de 1986), filho de José Trueba Sañudo e Victoria Pérez García, foi um ciclista espanhol, profissional durante a década de 1930. Recebia o apelido de A Pulga de Torrelavega, sobrenombre outorgado por Desgrange, director do jornal L'Auto e organizador por aquele então do Tour de France.
A sua especialidade eram as ascensões de montanha. Foi o primeiro rei da Montanha do Tour em 1933. Entrou em primeiro lugar em numerosos portos de montanha de renome na carreira francesa, como  Aspin, Tourmalet, Aubisque, Ballon d'Alsace, Peyresourde, Galibier, Braus e Vars. Foi à prova a título individual, sem equipa e sem nenhum tipo de apoio económico.
Vicente Trueba foi um dos quatro únicos corredores que conseguiram finalizar todas as etapas com o controle de tempo aberto na edição de 1933 do Tour de France. Naquele ano, a organização decidiu relaxar o regulamento e permitir de modo que um maior número de ciclistas terminassem a prova. Se não tivesse sido assim, Trueba teria sido o vencedor do Tour.
Em 2005, com motivo do seu centenário, recebeu a medalha do Tour a título póstumo.

## Carreira

### Inícios
Vicente era o terceiro filho dos oito que tiveram José Trueba Sañudo e Victoria Pérez García, um casal de labradores acomodados. Aantes dele já tinham tido dois filhos: Federico e José e depois tiveram a outros cinco: Avelina, Manuel, Fermín, Victoriano e Carmen.
Quando Vicente era ainda muito menino, a sua família tinha apanhado já a febre do ciclismo. O seu irmão Federico correu somente duas carreiras e teve uma queda que lhe obrigou a abandonar a torcida. Mas José, dois anos maior que Vicente e um grande ciclista, foi quem motivou os seus inícios. Nos domingos fazia-lhe ir com ele a longos passeios, aos que deve os seus primeiros treinamentos e a descoberta dos seus grandes dotes.
Essa mesma torcida foi prendendo no resto dos Trueba. Após Vicente, Manuel também andava bastante bem, mas não tinha a suficiente torcida. Fermín foi um dos melhores corredores de seu tempo e Victoriano também começou e ganhou o Prêmio da Montanha em Santo Domingo e um ano a Volta à Cantábria, mas seguiu seus estudos aconselhado pelo resto dos irmãos.
A primeira bicicleta dos Trueba compraram-na com o dinheiro que ganharam semeando batatas, custou catorze ou dezasseis duros, não tinha marca, tinha o pinhão fixo e era propriedade comum de Federico, José e Vicente. Todos os vizinhos tomavam atenção à bicicleta e esta se foi estragando até que desapareceu. Mais tarde, o pai da família comprou uma flamante bicicleta inglesa, com a que José começou a correr as suas primeiras competições. Mais tarde, quando José se converteu num importante ciclista e comprou um "Favor" francesa. Ao final, José acabou comprando outra melhor e Vicente herdou a "Favor", com a que fez os seus primeiros torneios no ciclismo regional e com a que já ganhou alguns prêmios.

### 1924 - 1933
Em 1924 Vicente começou a correr. A primeira competição em que interveio se celebrou em Torrelavega, organizada por Victoriano Otero, para rapazes que não tivessem corrido nunca. O percurso foi de quarenta quilómetros e Vicente terminou segundo. Mas o primeiro foi um garoto que já tinha corrido outra vez e que, portanto, não deveria de ter corrido. O prêmio que ganhou foi uma máquina de barbear, marca Gillette, que valia uma peseta e cinquenta céntimos.
Apesar desse e outros triunfos, Vicente nunca tomou a sério o ciclismo. Se não tivesse sido pelo seu irmão José, quem lhe insistia constantemente para que se dedicasse com a mesma torcida que ele, provavelmente a tivesse abandonado.
Vicente Trueba foi profissional desde 1926. Naquele ano corria em Cantábria, o Grande Prêmio "Gorordo". O seu irmão José ia em primeiro na subida ao porto de "La Braguía" e fincou. Então Vicente começou a atirar e ganhou com seis minutos de vantagem. Essa foi a primeira competição que ganhou correndo com profissionais, que então se chamavam "primeiras". Naquela mesma subida morreu um dos corredores do calor que fazia aquela tarde e Vicente contribuiu com o dinheiro que ganhou na carreira para pagar as despesas do enterro.
Outra carreira daquela época que merece menção foi um prêmio Biscaia no que Vicente se esqueceu de comer e o passou muito mal até chegar a Bilbao. Entrou o quinze e ganhou setenta e cinco pesetas de prêmio. E isto da falta de alimentação lhe ocorria com frequência porque não queria levar muito peso com ele.
Foi pela primeira vez ao Tour de France em 1930. A organização tinha convidado a uma equipa espanhola e foram Dermit, Tubau, Cepeda, Riera, Cardona, José e Vicente. Vicente terminou aquele Tour de 1930 24 na geral e já começou a se fazer famoso pela sua maneira de subir as cotas. Para ser o primeiro "Tour" não se deu do todo mau, mas Vicente não ficou contente do todo e ao ano seguinte não voltou. De facto, em 1931 nem sequer aceitou os muitos contratos que lhe ofereceram para correr em circuitos e velódromos.
Em 1932 um garoto da povoação de Vicente que também corria disse que este tinha abandonado os seus propósitos porque tinha tuberculose, naqueles tempos, aquela era a pior ofensa que lhe podiam dizer a um. Assim, pelo amor próprio de que não achassem que tinha essa doença, Vicente voltou a correr. 1932 foi um ano decisivo, abriu-lhe as portas da fama e fez-lhe ganhar dinheiro.
O Tour de 1932 foi muito duro porque Vicente teve que correr só. Não tinha equipa espanhola. No entanto, naquele ano revelou-se do todo como o grande escalador e, graças aos seus triunfos na especialidade de escalador, se estabeleceu o "Prêmio da Montanha". O "Tour" do ano trinta e dois passou para Vicente sem pena nem glória. Não ganhou nenhuma etapa nem nenhum prêmio. Ficou o vinte e sete na geral mas fez-se famoso pela sua maneira de escalar. Não tinha ninguém capaz de lhe fazer concorrência e, tanto ao público como à imprensa, lhes chamou a atenção como subia as cotas sem se esgotar.
Vicente passou-o mau porque tinha que correr só e aquilo lhe custava dinheiro, mas se divertiu e decidiu voltar ao ano seguinte.

### O rei da Montanha
Dantes de ir ao Tour de 1933, correu nesse mesmo ano a Giro d'Italia e a Volta à Catalunha.
No ano 1933 foi o da sua consagração. Vicente foi um corredor fugaz porque só correu seis anos e, talvez, podemos centrar a cúspide da sua carreira desportiva neste ano, com o que ganhou celebridade para toda a sua vida.
Vicente correu como "Turista-Routier" nos Tours de 1932 e 1933. O "Turista - Routier" não tinha direito a nada: não podia fazer parte de nenhuma equipa, não podia ter nenhum tipo de organização. Se estes corredores fincavam, rompiam a bicicleta ou caíam ao solo não tinham a ninguém para os socorrer. Tinham que correr com os tubulares e as trocas em cima e consertar os furos eles mesmos. Vicente tinha que se pagar ele mesmo os hotéis, a casa de banhos, a alimentação e todas as despesas. Assim era muito difícil fazer sombra aos "ases".
Pese a tudo, Vicente foi o melhor escalador de 1932, fez nascer a ideia de Prêmio da Montanha e lho levou em 1933.
No Tour do 33 bateu o recorde de ascensão ao Galibier e coroou em cabeça 16 portos de montanha. Assim, foi o primeiro Rei da Montanha de todos os tempos do "Tour" e ganhou com isso muito dinheiro e muitos contratos. Terminou a Volta a França sexto na geral e obteve mais de setenta e cinco mil pesetas. O prêmio pelo sexto posto na geral eram 800 pesetas, o da Montanha eram 10.000, mais o que ganhou na cada uma das subidas que terminou primeiro. Vicente não ganhou esse "Tour", mas foi o corredor mais popular sem nenhuma dúvida e teve quem reclamou o seu triunfo porque os cinco que lhe precederam na classificação foram repescados na etapa do Galibier.
Foi nessa mesma Volta onde Desgrange lhe apelidou "a Pulga de Torrelavega" e os jornais começaram a lhe chamar assim.
Em 1934 voltou a participar no "Tour", já pensando em se retirar, e ficou segundo no Prêmio da Montanha.
1935 foi o último "Tour" de Vicente, no segundo dia da Volta outorgaram-lhe o prêmio ao Melhor Marchador e depois anunciou a sua retirada. Vicente não estava bem, tinha tido "a solitária" e os venenos que teve que ingerir para a matar lhe deixaram feito pó o estômago. Ao ano seguinte Henri Desgrange sabia que "a Pulga de Torrelavega" animava o "Tour" e o chamou para participar, mas então Vicente estava desanimado e doente e o demais o fez a guerra, que lhe impediu correr nos anos sucessivos.
Quando Vicente tratou de voltar em 1942 no Circuito do Norte, sem se ter sequer preparado, teve que abandonar por um cólico que lhe deu em Vitoria.

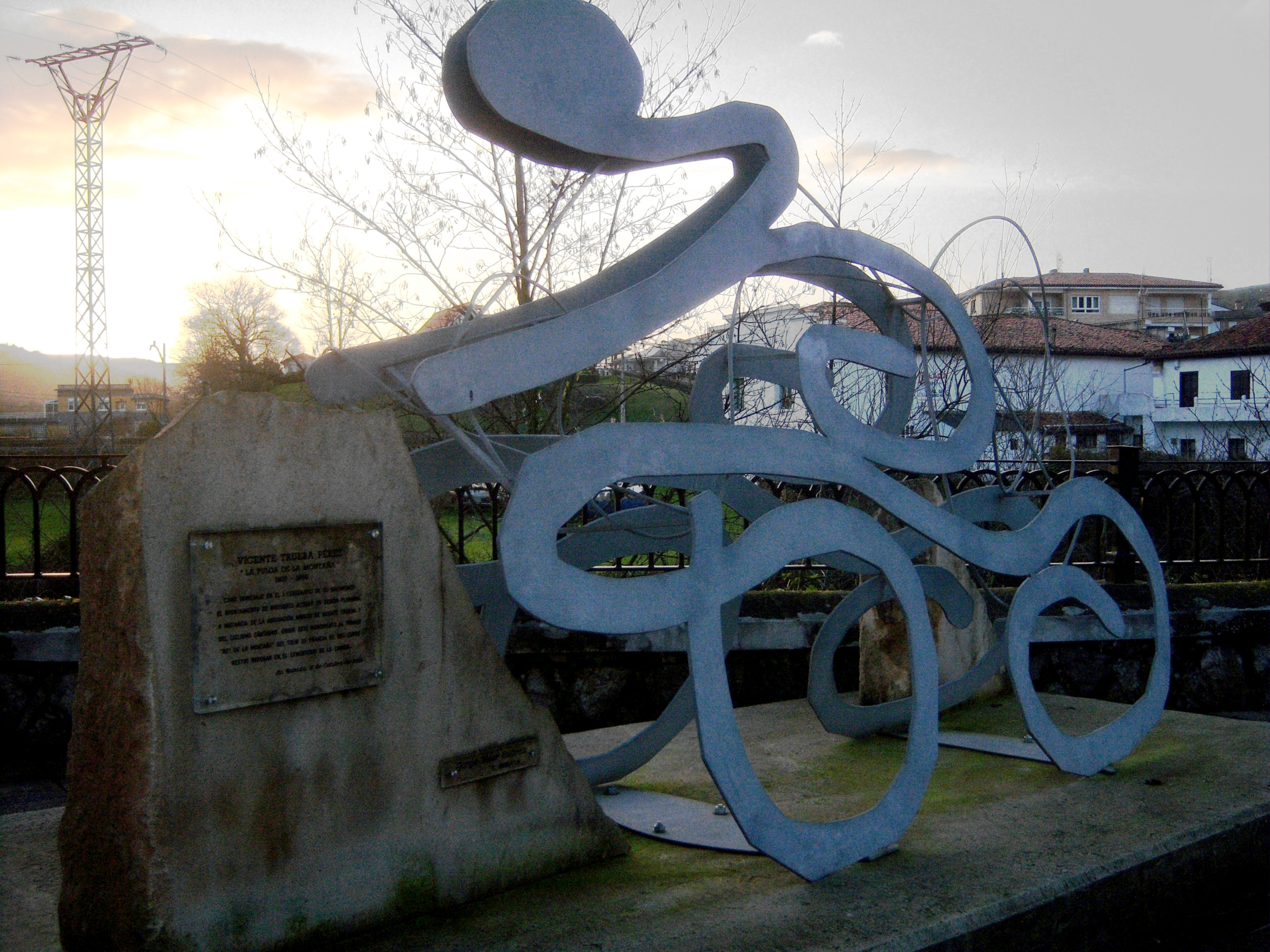
Monumento a Vicente Trueba em La Cavada (Cantábria). O conhecido ciclista está enterrado no cemitério desta localidade

### Depois de seu retiro
Trueba terminou o "Tour" com muito dinheiro. Aparte do que ganhou na volta, lhe saíram multidão de contratos, o que menos de 2.000 francos e outros muitos de 3.500. Com aquele dinheiro, regressou a Torrelavega onde lhe receberam com grande entusiasmo e construiu, junto a seus irmãos, uma casa que tinha doze moradias, mais o baixo e o sotão. A casa custou 300.000 pesetas e quase tudo saiu do ciclismo.
As façanhas de Trueba tinham chegado ao coração dos espanhóis e don Francisco Balaña, promotor das praças de touros barcelonesas, tomou em suas mãos aquele clamoros ambiente e antes de chegar a Paris, lhe ofereceu 5.000 duros para o passear em luxuoso "landeau" atirado por briosos cavalos, desde a estação da França até à Praça das Arenas, onde entrou aclamado como os grandes ovações em suas tardes triunfais.
Depois disputou infinidade de "criteriums" da França a 1.000 duros a cada um, acumulando um pequeno capital, que foi seu lançamento para a fortuna. Comprou uns armazéns no porto de Santander e a vida já não tinha problemas para ele, até que se produziu um enorme incêndio no porto cántabro, que lhe deixou na ruína. Passou uma má época. Mas quando lhe indemnizaram, se estabeleceu em Madrid onde se associou com um irmão seu e fundaram uma empresa construtora de obras na que recuperou e superou de muito o seu antigo capital.
A luta tinha sido dura e contraiu uma doença que suportou estoicamente, durante muitos anos. A sua vida era normal, mas tinha que prescindir de muitas coisas. Enclausurou-se totalmente no seio da família e raramente encontrava-se-lhe em alguma manifestação ciclista, como não fora para assistir a alguns das muitas homenagens que se lhe tributaram em lembrança daquela maravilhosa proeza, no Tour de 1933.
Finalmente, o ciclista falece a 10 de novembro de 1986 por causa de uma deficiência respiratória.

## Palmarés
| - 1924 - Campeão Provincial de Neófitos - 1925 - Otero-Payan (Torrelavega; 3.ª categoria) - 1929 - Circuito Ribera Jalón - 1930 - Circuito de Pascuas - Circuito de Pamplona - G.P. de Burgos - Circuito de Sodupe - 3.º em G.P. Santander - 24.º em Tour de France - 1931 - 2.º em Subida a Urkiola - 1932 - 2.º em Clássica dos Portos - 27.º em Tour de France | - 1933 - Grande Prêmio da Montanha do Tour de France - Vencedor de etapa na Volta à Catalunha - Circuito Ribera Jalón - 6.º em Tour de France - 1934 - 2.º em Grande Prêmio da Montanha do Tour de France - 10.º em Tour de France - 1935 - Subida a Arantzazu - 2.º no Grande Prêmio de Montjuich - 3.º em Troféu Masferrer - 1938 - 3.º em G.P. San Sebastián - 1939 - 3.º no Campeonato da Espanha em Estrada |

## Galardões e distinções
- 2005
- Medalha do Tour de France a título póstumo.
- Medalha de ouro da Real Federação Espanhola de Ciclismo.

## Curiosidades
- A primeira bicicleta de Vicente compartilhou-a com dois dos seus irmãos.
- O primeiro "Tour" correu-o sem mudança de pinhão e custou-lhe dinheiro.
- No Tour de 1930 a equipa de espanhóis em Perpiñán observou aos italianos bebendo muito vinho e de muito boa qualidade. Então, os espanhóis picaram-se e beberam ainda mais que eles. Ao dia seguinte, Desgrange, o organizador da volta disse nos jornais que os espanhóis eram uns bêbados.
- Quando se proclamou Rei da Montanha, Vicente media um metro setenta de estatura e pesava cinquenta e quatro quilos.
- Em Marselha roubaram-lhe sete minutos para "proteger" ao ídolo francês Archambaud.
- Inventou, sem dar-se conta, essa maneira especial que têm hoje todos os escaladores de pôr as mãos sobre o manilar à hora das subidas.
- Numa ocasião, após ter terminado de correr o Circuito Basco, acabado de chegar a casa, pôs-se a carregar, em companhia de um operário, quarenta toneladas de madeira num vagão de caminho-de-ferro.
- Foi o primeiro espanhol em coroar em primeiro lugar o mítico Tourmalet. Foi no Tour de 1933, numa etapa entre Tarbes e Pau, de 185 quilómetros, com estradas inimagináveis hoje em dia e ataviado com os tubulares ao redor do corpo e com bicicletas que pesavam mais do duplo que as actuais. Foi, também nesse mesmo ano, o primeiro espanhol em ascender primeiro ao famoso Galibier, batendo ademais o recorde da ascensão.
- Em 1932 foi de Santander a Madrid em bicicleta para correr o Circuito dos Portos, quando chegou a Madrid foi à Verbena de San Antonio da Flórida que se celebrava aquela noite e ao dia seguinte correu.
- Contam que uma vez um dos "ases" queria abandonar, mas queria o fazer com honra, indo em cabeça e com vantagem sobre o resto. Vicente inteirou-se, saiu em sua perseguição, atingiu-o, deixou-o atrás e disse-lhe: "Agora, se queres abandonar, abandona; mas por trás de Vicente Trueba".
- Paisanos de Vicente que estiveram na Divisão Azul se fizeram famosos entre os alemães por ser de Torrelavega e até os chamavam pelo nome do ciclista.
- Comenta-se que quando as tropas italianas entraram em Torrelavega em 1937, um soldado de Benito Mussolini entrou numa farmácia e perguntou a um menino como se chamava a aldeia. O jovem disse-lhe que se encontrava em Torrelavega e o soldado exclamou: "Homem, a aldeia da Pulga!"
- Vicente nunca se ocupou demasiado do ciclismo, tinha o seu trabalho e lhe preocupavam seus negócios, corria por que gostava de fazê-lo como "hobby".